# Pristimantis jester
Espèce
Statut de conservation UICN

 LC  : Préoccupation mineure
Pristimantis jester est une espèce d'amphibiens de la famille des Craugastoridae.

## Répartition
Cette espèce est endémique du Guyana. Elle se rencontre entre 1 411 et 1 650 m d'altitude sur les monts Wokomung et Ayanganna.

## Publication originale
- Means & Savage, 2007 : Three new malodorous rainfrogs of the genus Pristimantis (Anura: Brachycephalidae) from the Wokomung Massif in west-central Guyana, South America. Zootaxa, no 1658, p. 39-55.